# Pejaten (Bondowoso)
Pejaten is een bestuurslaag in het regentschap Bondowoso van de provincie Oost-Java, Indonesië. Pejaten telt 4550 inwoners (volkstelling 2010).